# إدوارد كير
إدوارد كير (بالإنجليزية: Edward Kerr)‏ هو ممثل أمريكي، ولد في 14 أكتوبر 1966 في الولايات المتحدة.

## أعمال

### مسلسلات
- الكاذبات الصغيرات الجميلات
- إن سي آي إس
- ميامي
- هاوس

## وصلات خارجية
- إدوارد كير على موقع IMDb (الإنجليزية)
- إدوارد كير على موقع ألو سيني (الفرنسية)
- إدوارد كير على موقع أول موفي (الإنجليزية)
- إدوارد كير على موقع قاعدة بيانات الأفلام السويدية (السويدية)
- إدوارد كير على موقع قاعدة بيانات الفيلم (الإنجليزية)
- إدوارد كير على موقع كينوبويسك (الروسية)